# Nomada bifurcata
Nomada bifurcata är en biart som beskrevs av Cockerell 1903. Nomada bifurcata ingår i släktet gökbin, och familjen långtungebin. Inga underarter finns listade i Catalogue of Life.